# Arturo Bernstein
Arturo Herman Bernstein (* 17. November 1882 in Petrópolis; † 20. September 1935 in Buenos Aires), genannt El Aléman, war ein argentinischer Bandoneonist und Tangokomponist.

## Leben und Wirken
Der Sohn deutscher Einwanderer wurde in Brasilien geboren, wuchs aber in Argentinien auf. Er debütierte um 1903 mit einer eigenen Band im Café Royal in La Boca. Er hatte einen Job in der Keksfabrik Bagley und arbeitete später als Lithograph. Er trat in verschiedenen Cafés auf und spielte beim Label Atlanta Aufnahmen mit seinem Bruder Luis Bernstein (Gitarre), dem Geiger Vicente Pepe und dem Flötisten Ventosa Pita ein. 1915 trat er u. a. im Salon der Unione e Benevolenza und dem Gato Negro, im Cabaret Tabarín, im Palais de Glace und im Plaza Hotel auf. 1920 gastierte er in der Bar Victoria mit einem Quartett, dem Ciriaco Ortiz als zweiter Bandoneonist, der Geiger Tito Roccatagliata und der Pianist Juan Carlos Cobián angehörten.
In seiner Wohnung in der calle Herrera betrieb Bernstein eine eigene Musikakademie, aus der u. a. Carlos Marcucci und Federico Scorticati hervorgingen. Seinen letzten Auftritt hatte Bernstein 1935 bei Radio Del Pueblo mit einer von Enrique Saborido geleiteten Band. Er starb im September des Jahres an einem Schlaganfall. Im Folgemonat fand im Kinotheater Güemes eine Gedenkveranstaltung zu seinen Ehren statt, bei der u. a. Francisco Canaro, Osvaldo Fresedo, Edgardo Donato, Marcos Ramírez, Carlos Marcucci, Ernesto Famá, Andrés Falgás, Oscar Ugarte, Teófilo Ibáñez, Juan José de Soiza Reilly, Fanny Loy, Fedora Cabral, Ciriaco Ortiz und Daniel Alvarez auftraten.

## Kompositionen
- Rama caída
- La gaita
- La carambola
- No hay partido sin revancha
- Mala suerte
- ¡Celos!...
- Pangaré
- Amor ideal
- Plus Ultra